# 장앙투안 우동

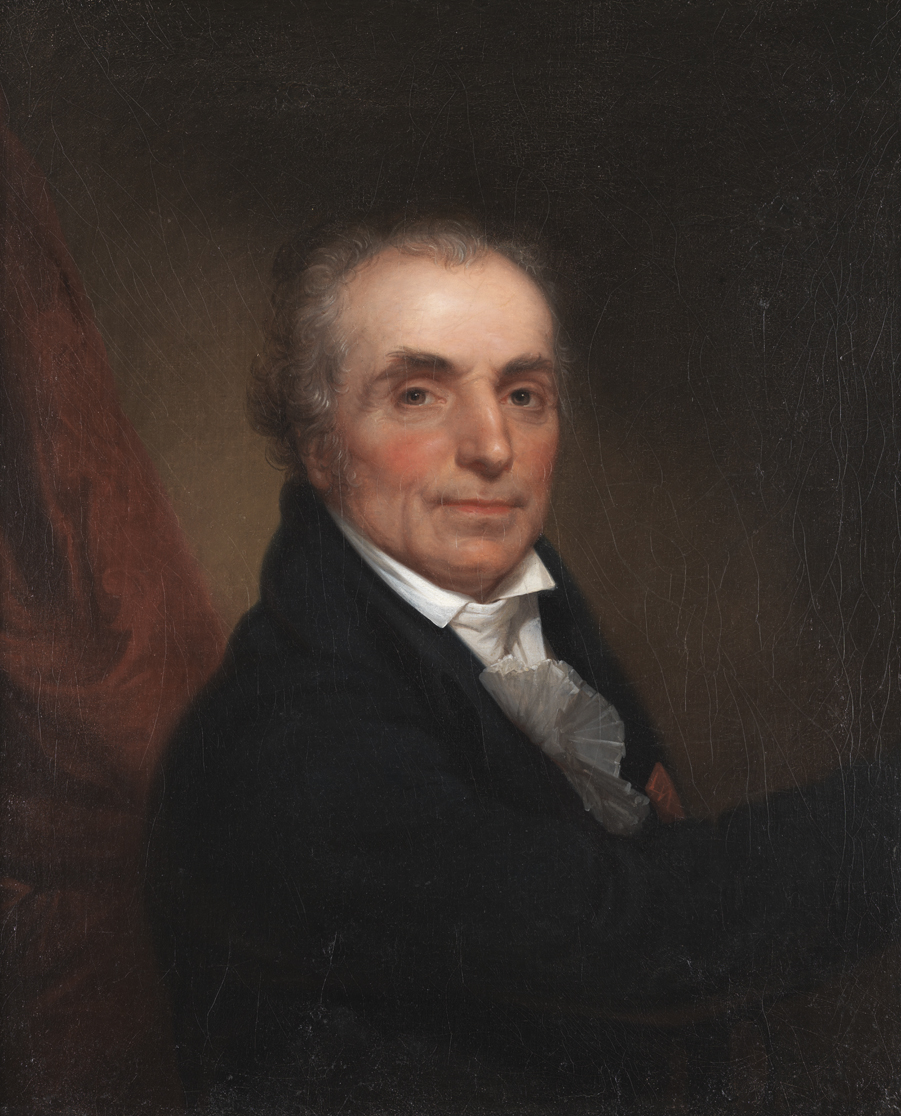

장앙투안 우동(Jean-Antoine Houdon, 1741년 ~ 1828년)은 프랑스의 조각가이다. 베르사유에서 출생하였으며, 날카로운 사실주의적 수법에 의하여 모델의 정확한 성격 묘사에 뛰어났다. 19세기 사실주의 조각의 선구자이며, 특히 흉상 조각가로 유명하다. 작품으로는 《볼테르의 좌상》, 《다이아나 상》, 《디드로 좌상》, 《워싱턴 좌상》, 《부인상》 등이 있다.

## 참고 자료
- 이 문서에는 다음커뮤니케이션(현 카카오)에서 GFDL 또는 CC-SA 라이선스로 배포한 글로벌 세계대백과사전의 내용을 기초로 작성된 글이 포함되어 있습니다.